# Distretto di Mueang Singburi
Il distretto di Mueang Singburi (in thailandese: เมืองสิงห์บุรี) è un distretto (amphoe) della Thailandia, situato nella provincia di Singburi, della quale è il capoluogo.